# Gmina Starcza
Die Gmina Starcza ist eine Landgemeinde im Powiat Częstochowski der Woiwodschaft Schlesien in Polen. Ihr Sitz ist das gleichnamige Dorf mit etwa 1250 Einwohnern.

## Gliederung
Zur Landgemeinde gehören fünf Ortschaften mit einem Schulzenamt: Klepaczka, Łysiec, Rudnik Mały, Starcza und Własna.
Weitere Orte der Gemeinde sind Łazy und Zielone Górki.

## Politik

### Bürgermeister
An der Spitze der Verwaltung steht der Gemeindevorsteher. Viele Jahre war dies Wiesław Roman Szymczyk von der PSL, der 2024 nicht mehr antrat. Bei der turnusmäßigen Wahl im April 2024 ergab sich folgendes Ergebnis:
- Przemysław Krzyczmanik (TD) 62,2 % der Stimmen
- Tomasz Zacharjasz (Wahlkomitee „Gemeinsam für unsere Gemeinde“) 21,0 % der Stimmen
- Jerzy Puszczewicz (Wahlkomitee Jerzy Puszczewicz) 16,8 % der Stimmen

Damit wurde das PSL-Mitglied Krzyczmanik bereits im ersten Wahlgang zum neuen Gemeindevorsteher gewählt.
Die turnusmäßige Wahl im Oktober 2018 brachte folgendes Ergebnis:
- Wiesław Roman Szymczyk (PSL) 62,8 % der Stimmen
- Katarzyna Drost (Wahlkomitee „Gemeinsam für unsere Gemeinde“) 37,2 % der Stimmen

Damit wurde Amtsinhaber Szymczyk bereits im ersten Wahlgang wiedergewählt.

### Gemeinderat
Der Gemeinderat von Starcza besteht aus 15 Mitgliedern, die in Einpersonenwahlkreisen gewählt werden. Die Wahl 2024 führte zu folgendem Ergebnis:
- Trzecia Droga (TD) 48,2 % der Stimmen, 9 Sitze
- Wahlkomitee Jerzy Puszczewicz 26,2 % der Stimmen, 3 Sitze
- Wahlkomitee „Gemeinsam für unsere Gemeinde“ 22,8 % der Stimmen, 2 Sitze
- Prawo i Sprawiedliwość (PiS) 12,2 % der Stimmen, 1 Sitz
- Wahlkomitee „Gemeinschaftliche Verwaltung“ 2,8 % der Stimmen, 1 Sitz

Die Wahl 2018 führte zu folgendem Ergebnis:
- Polskie Stronnictwo Ludowe (PSL) 48,3 % der Stimmen, 11 Sitze
- Wahlkomitee „Gemeinsam für unsere Gemeinde“ 39,3 % der Stimmen, 3 Sitze
- Sojusz Lewicy Demokratycznej (SLD) / Lewica Razem (Razem) 10,4 % der Stimmen, 1 Sitz
- Übrige 2,0 % der Stimmen, kein Sitz